# Federazione cestistica della Grecia
La Hellenic Basketball Federation (acronimo EOK; greco Ελληνική Ομοσπονδία Καλαθοσφαίρισης (ΕΟΚ)) è l'ente che controlla e organizza la pallacanestro in Grecia.
La federazione controlla inoltre la nazionale maschile e femminile. Ha sede ad Atene e l'attuale presidente è Giorgos Vassilakopoulos.
È affiliata alla FIBA dal 1932 e organizza il campionato di pallacanestro greco.